# Tatarski jezik
Tatarski jezik (ISO 639-3: tat), jezik zapadnoturkijske skupine kojim govori 6 496 600 ljudi na području Rusije (5 350 000; 2002.), Kine (800; 1999.) i Istanbula u Turskoj.
Različite tatarske skupine govore različitim dijalektima. Kazanski Tatari govore srednjotatarskim dijalektom. Mišari (Mišeri) su Mordvini koji su prihvatili jezik Povolških Tatara koji danas žive u Tatarskoj autonomnoj republici a njhov dijalekt je zapadnotatarski. Sibirski Tatari (pripadaju im Toboljski Tatari, Tara Tatari, Tjumenski Tatari) govore istočnotatarskim dijalektom. Astrahanski, Kasimovski i Tepter Tatari (300 000) govore miješanim dijalektima.

## Književnost
- Gabdeljhj Ahatov. Leksikologija Tatarski jezik. - Kazan, 1995., ISBN 5-298-00577-2. (na Tatarski jezik)

## Vanjske poveznice
- Tatarska wikipedija
- Ethnologue (14th)
- Ethnologue (15th)
- Rječnik tatarsko-engleski  Arhivirana inačica izvorne stranice od 22. lipnja 2011. (Wayback Machine)